# Талгарски район
Талгарски район (на казахски: Талғар ауданы) е съставна част на Алматинска област, Казахстан, с обща площ 3719 км2 и население 203 883 души (по приблизителна оценка към 1 януари 2020 г.). Мнозинството от населението са казахи (52,2 %), следвани от руснаците (24,8 %) и уйгурите (11,5 %).
Административен център е град Талгар.